# Kirchpolkritz
Kirchpolkritz ist ein Wohnplatz im Ortsteil Schwarzholz der Gemeinde Hohenberg-Krusemark im Landkreis Stendal, Sachsen-Anhalt.

## Geografie
Kirchpolkritz, amtlich auch Kirch-Polkritz oder auch nur Polkritz, ist eine Restsiedlung mit einer Kirche 4½ Kilometer nordöstlich von Hohenberg-Krusemark, 2½ Kilometer westlich der Elbe in der Altmark. Im Norden der Siedlung fließt der Seegraben Iden, früher auch Hufergraben oder Geestgraben genannt.
Der Elberadweg führt über einen Sandweg durch einen Tannenwald über Tannhäuser nach Schwarzholz, dem früheren Dorf Polkritz.
Nachbarorte sind Tannhäuser, Schwarzholz und Schweinslust im Westen, Rosenhof im Norden, Osterholz im Osten und Altenzaun im Südosten.

## Geschichte
Im Jahre 1157 wird Polkritz als ein Dorf namens Pulcriz erwähnt. Aus der betreffenden Urkunde geht hervor, dass Albrecht der Bär dem Kloster Ilsenburg am Harz, dessen Vogt er war, das Dorf übertragen hatte. Vielleicht wollte er den Ilsenburger Konvent zur Kolonisation der östlichen Altmark heranziehen. Die Urkunde ist am 3. Oktober 1157 in Werben an der Elbe ausgestellt und das erste Schriftstück, in dem sich Albrecht der Bär, seit 1134 Markgraf der Nordmark, Markgraf von Brandenburg nennt. Das Originalpergament ist nicht erhalten, sein Text aber in einem Ilsenburger Kopialbuch aus dem 15. Jahrhundert überliefert, das in Wernigerode liegt. Das Dorf besaß im Jahre 1188 das Marktrecht.
1204 bestätigte der Graf Albrecht von Arneburg diese Schenkung. 1238 wird ein Ort als juxta Polkertz erwähnt (übersetzt: bei Polkertz gelegen), als Graf Siegfried von Osterburg Dörfer und Besitz in der Altmark, mit denen er vorher vom St. Ludgerikloster Helmstedt belehnt worden war, dem Abt Gerhard von Werden und Helmstedt überschreibt. 1535 geht ein Hof bei der Kirche in Polkritz vom Stift an Woldeck von Arneburg über.
1745 gab es das Dorf Polkritz mit 5 Bauern, 9 Kossäten, einem Kätner, Krug, Mühle, sowie ein Vorwerk in Kirch Polkritz. Das frühere Dorf Polkritz ist das heutige Schwarzholz. Weitere Nennungen sind 1687 Polckeritze und 1804 Dorf und Gut Polckritz.
1834 wird das Rittergut vom Besitzer Filion dismembriert (aufgelöst). Ein Restgut verblieb. Dort wohnten unter anderem Oberst a. D. von Chamisso, der älteste Sohn von Adelbert von Chamisso und die Dichterin Sophie von Sichart, deren Schwester Alice von Knoblauch, geborene von Sichart, auf dem benachbarten Gut Osterholz lebte. Sophie von Sichart wohnte im Erkerstübchen des mit hohen Bäumen umgebenen herrschaftlichen Hauses in Polkritz. Unter dem Titel „Sagen und Mären“ überlieferte sie einige Sagen aus der Region.

### Herkunft des Ortsnamens
Der Ortsnamen wird gedeutet aus poluk, pulko für kleines Feld und ritz, rece als Wasserlauf. Somit steht polkritz für Geestgraben.

### Vorgeschichte
Die Grabhügelgruppe zwischen Kirchpolkritz und Schwarzholz ist undatiert.

### Eingemeindungen
Am 1. April 1939 erfolgte der Zusammenschluss der Gemeinden Polkritz und Schwarzholz zu einer Gemeinde mit dem Namen Schwarzholz. Zur Gemeinde Polkritz gehörten die Wohnplätze Polkritz, Hoher Küsel, Kirch-Polkritz und Tannhäuser. Das frühere Dorf Polkritz wird auf Karten nach 1939 mit Schwarzholz bezeichnet.

### Einwohnerentwicklung
| Jahr | Einwohner |
| ---- | --------- |
| 1734 | 122       |
| 1772 | 117       |
| 1790 | 145       |
| 1798 | 154       |

| Jahr | Einwohner |
| ---- | --------- |
| 1801 | 131       |
| 1818 | 152       |
| 1840 | 213       |
| 1864 | 248       |

| Jahr | Einwohner |
| ---- | --------- |
| 1892 | [0]214    |
| 1900 | [0]212    |
| 1910 | [0]222    |
| 1925 | 207       |

| Jahr | Dorf Polkritz | Kirch Polkritz | Kolonie Biesenthal | An der Straße von Hindenburg nach Kirch Polkritz | Zagengärten | Tannhäuser |
| ---- | ------------- | -------------- | ------------------ | ------------------------------------------------ | ----------- | ---------- |
| 1871 | 116           | 37             | 37                 | 10                                               | 25          | -          |
| 1885 | 136           | 36             | 25                 | 15                                               | 15          | -          |
| 1895 | 139           | -              | 33                 | 8                                                | -           | 33         |
| 1905 | 149           | 29             | -                  | -                                                | -           | 32         |

Quelle, wenn nicht angegeben, bis 1925:

## Religion
- Die evangelischen Christen aus Kirchpolkritz gehörten zur Kirchengemeinde Polkritz, der heutigen Kirchengemeinde Schwarzholz, die früher zur Pfarrei Polkritz bei Hohenberg gehörte.[20] Die Evangelischen aus Kirchpolkritz gehören mit der Kirchengemeinde Schwarzholz seit dem 1. Januar 2005 zum Kirchspiel Walsleben[21] und damit heute zum Pfarrbereich Königsmark[22] im Kirchenkreis Stendal im Propstsprengel Stendal-Magdeburg der Evangelischen Kirche in Mitteldeutschland.
- Die ältesten überlieferten Kirchenbücher für Polkritz stammen aus dem Jahre 1651.[23]
- Die katholischen Christen gehören zur Pfarrei St. Anna in Stendal im Dekanat Stendal im Bistum Magdeburg.[24]

## Kultur und Sehenswürdigkeiten
- Die evangelische Dorfkirche ist vermutlich um die Mitte des 12. Jahrhunderts erbaut worden. Im 16. Jahrhundert wurde der Feldsteinturm durch eine Backsteinturm ersetzt. Die Kirche ist bekannt für ihre Epitaphien.[25]
- Einige Gedenktafeln und ein Epitaph aus der Kirche wurden im Onlineprojekt Gefallenendenkmäler transkribiert.[26]
- Auf den Kirchhof befindet sich der Ortsfriedhof und ein klassizistisches Grabmal für Johann Friedrich von Kläden.[3]

## Sage vom Ritter Wellborn
Wellborn war ein Rittergut bei Polkritz, dass sich an der Stelle des späteren Vorwerks Wellborn befand, welches westlich des heutigen Waldstücks Welborn lag, einen Kilometer südöstlich von Kirchpolkritz. Hans Rehberg schildert den bösen Ritter Wellborn im Jahre 2000 und bezieht sich auf Werner Brückner und auf die Überlieferung der „Mären und Sagen“.
Der Ritter Wellborn besaß ein Schloss, das in der Feldmark des Rittergutes Altenzaun lag. Er liebte das schöne Fräulein von Schwarzholz, das wahrscheinlich nichts von seiner Minne wissen wollte. Da raubte er sie und wollte sie zu seinem Schloss bringen. Es gelang ihm aber nicht, dasselbe zu erreichen. Er rettete sich vor seinen Verfolgern mit seiner edlen Beute in die Kirche zu Polkritz. Als die Kirche gewaltsam geöffnet wurde, war das schöne Fräulein für immer verschwunden und der Ritter lag tot vor dem Altar.

## Verkehr
Es verkehren Linienbusse und Rufbusse von stendalbus.

## Persönlichkeiten
- Marie Itzerott (1857–nach 1916), Dichterin und Dramatikerin